# Iposcopus breviceps
Iposcopus breviceps är en insektsart som beskrevs av Baker 1915. Iposcopus breviceps ingår i släktet Iposcopus och familjen dvärgstritar. Inga underarter finns listade i Catalogue of Life.